# RazakSAT
RazakSAT est un satellite d'observation de la Terre malaisien équipé d'une caméra haute résolution. Il a été lancé en orbite terrestre basse le 14 juillet 2009. Il a été placé sur une orbite quasi-équatoriale offrant de nombreuses opportunités d'imagerie pour la région équatoriale. Il pèse plus de trois fois le poids de TiungSAT-1 et embarque une caméra d'observation de la Terre à haute résolution. Développé en collaboration avec le Satrec Initiative (en), l'inclinaison orbitale faible du satellite (neuf degrés) lui permettait de survoler la Malaisie une douzaine de fois ou plus par jour, ce qui visait à offrir une couverture bien supérieure de la Malaisie par rapport à la plupart des autres satellites d'observation.
Un rapport d'audit publié en octobre 2011 a révélé que le satellite avait cessé de fonctionner après un an d'exploitation.
RazakSAT fut le seul satellite opérationnel mis en orbite par la fusée Falcon 1 de SpaceX.

## Contexte
Ce satellite est le deuxième satellite d'observation de la Terre de la Malaisie après TiungSAT-1.
Appelé à l'origine MACSAT, la charge utile de RazakSAT est principalement électro-optique, embarquant une caméra à ouverture moyenne (MAC) qui est une caméra pushbroom dotée de cinq détecteurs linéaires (un panchromatique, quatre multispectraux), pesant environ 50 kg. L'ensemble du satellite pèse environ 180 kg.

## Lancement
SpaceX a lancé RazakSAT à 03:35 UTC le 14 juillet 2009 à l'aide d'une fusée Falcon 1. Il s'agissait du cinquième vol d'une Falcon 1, et comme les précédents, le décollage a eu lieu depuis l'île d'Omelek dans l'atoll de Kwajalein. À 05:25 UTC, Elon Musk, fondateur et PDG de SpaceX, a déclaré à un journaliste que le lancement avait été un succès. « Nous avons atteint l'orbite dans les paramètres cibles... pratiquement dans le mille », a déclaré Musk.

## Opérations
Le plan de mission de RazakSAT a été exécuté par des ingénieurs d'Astronautic Technology Sdn Bhd (ATSB).
Cela était particulièrement important car la Malaisie est généralement couverte par les bandes nuageuses équatoriales. Les satellites optiques normaux en orbite héliosynchrone, qui ne revisitent une zone qu'une fois tous les 7 jours, ne peuvent presque jamais voir le sol lors de leur passage. En conséquence, une grande partie des images satellites optiques de la Malaisie présentent plus de 50 % de couverture nuageuse dans l'emprise de l'image.
RazakSAT, en revanche, revisitait certaines parties du territoire malaisien toutes les 90 minutes, maximisant potentiellement sa capacité à exploiter les ouvertures dans les nuages.
RazakSAT, équipé d'une caméra à ouverture moyenne haute résolution (MAC), a atteint l'orbite terrestre basse quasi-équatoriale (NEqO) prévue à 685 km d'altitude et avec une inclinaison de 9 degrés. Il était censé fournir des images haute résolution de la Malaisie pouvant être utilisées pour la gestion des terres, le développement des ressources et la foresterie.
Cependant, l'orbite NEqO présente trois inconvénients majeurs. Une analyse à l'aide du logiciel commercial Satellite Tool Kit (STK) a montré que le nombre de survols diurnes sur la Malaisie pouvait varier de 2 à 4 par jour (entre 8h00 et 18h30), mais qu’il pouvait également y avoir une période de 6 jours consécutifs sans aucun survol utile. Deuxièmement, la plupart des images acquises dans cette orbite ne sont pas exploitables à des fins de télédétection, car la NEqO n'est pas une orbite héliosynchrone, un critère essentiel pour les travaux de surveillance et d'analyse. Troisièmement, il a été constaté que l’orbite NEqO expose le satellite au phénomène de l’anomalie de l'Atlantique sud (SAA) à chaque orbite, contrairement aux orbites polaires ou quasi-polaires, augmentant ainsi le risque de dommages dus aux radiations.
Bien qu'à l'origine présenté comme un projet de recherche et développement (R&D), il a ensuite été annoncé comme destiné à un usage commercial en 2009, l’objectif du projet RazakSAT a été réaffirmé comme un projet de R&D en 2010.
Durant ses opérations après son lancement en 2009, il a été découvert que le satellite RazakSAT ne pouvait pas atteindre la précision de pointage prévue, soit à moins de 1 km de sa cible. Le journal malaisien anglophone The Star, citant le rapport du Vérificateur général du gouvernement malaisien de 2010, a rapporté que les images acquises par le satellite RazakSAT étaient décalées de 37 km par rapport à leur cible prévue.
En raison de cette erreur de pointage, toutes les 1 328 images acquises par le satellite ont été jugées inutilisables. Malgré une promesse de livraison d’images MAC pour 2010, fin 2023, aucune image n’a été publiée par les opérateurs. Les tentatives de résolution des problèmes ont été abandonnées en décembre 2010.

## Caractéristiques techniques
Les principales caractéristiques techniques de RazakSAT, telles que fournies par le constructeur et opérateur du satellite (ATSB) en février 2010, sont les suivantes :
| Sous-systèmes                                             | Caractéristiques |
| --------------------------------------------------------- | --- |
| Altitude                                                  | 685 km |
| Inclinaison                                               | 9° |
| Charge utile (MAC)                                        | Résolution au sol : 2,5 m (panchromatique), 5 m (multispectral) Largeur de fauchée : 20 km à 685 km                                                                                          |
| Système de détermination et de contrôle d’attitude (ADCS) | Stabilisation triaxiale par quatre roues à réaction Précision de pointage : < 0,2° (2σ) Connaissance du pointage : 1 minute d’arc (2σ)                                                       |
| Système d'alimentation électrique (EPS)                   | Cellules solaires GaAs/Ge sur substrat nid d’abeilles Batteries NiCd (18 Ah) Suivi de puissance maximale (PPT) et contrôle à courant constant Puissance solaire : >300 W en fin de vie (EOL) |
| Système de commande et de gestion des données (C&DH)      | Deux ordinateurs embarqués Modules d’interface de télémesure et de commande Voies de télémesure analogique : jusqu’à 90 Voies de télémesure numérique : jusqu’à 120                          |
| Système de télécommunications (TS)                        | Liaison montante en bande S : 9 600 bit/s / 1 200 bit/s TT&C Liaison descendante en bande S : 38,4 kbit/s / 9 600 bit/s / 1 200 bit/s TT&C                                                   |
| Gestion des données de la charge utile                    | Mémoire embarquée à semi-conducteurs de 32 Gbit Liaison descendante en bande X : 30 Mbit/s                                                                                                   |
| Structure et thermique                                    | Forme hexagonale Ø1 200 × 1 200 mm Masse : 180 kg Structure modulaire Contrôle thermique passif et actif                                                                                     |
| Durée de vie mission                                      | 3 ans |

### Plateforme satellite
La plateforme satellite utilisée pour RazakSAT a été développée conjointement par ATSB et Satrec Initiative (en), un fabricant de satellites sud-coréen. Satrec Initiative commercialise cette plateforme sous le nom de « SI-200 ».